# Cris Vallon

Cris Vallon est une série de bande dessinée de Maurice Tillieux publiée dans Le Journal de Paddy en 1955.